# Museu da Marioneta

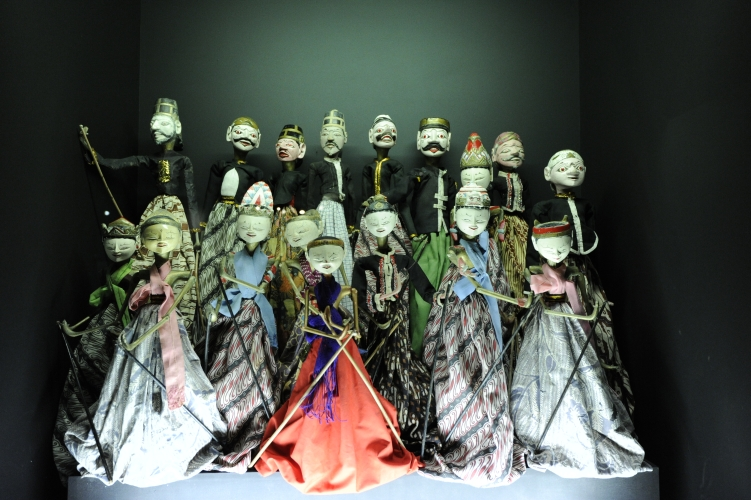

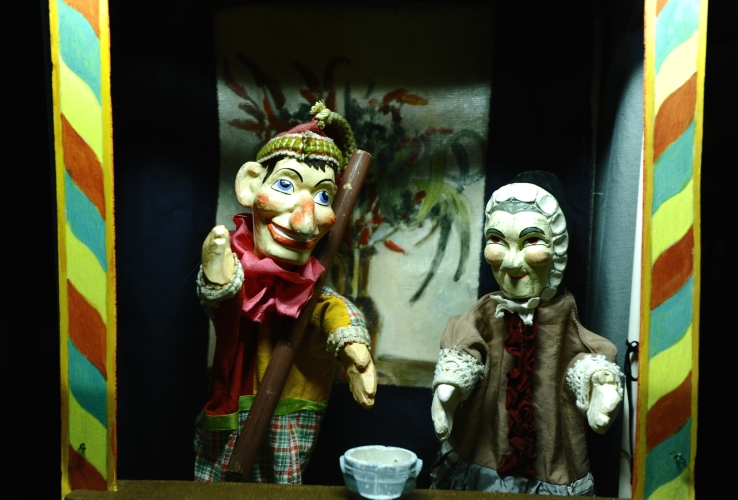

O Museu da Marioneta encontra-se, desde Novembro de 2001, instalado no Convento das Bernardas em Lisboa, constituindo-se como o primeiro espaço museológico em Portugal inteiramente dedicado à interpretação e divulgação da história da marioneta e difusão do teatro de marionetas, percorrendo a história desta fascinante forma de arte através do mundo, apresentando os diferentes tipos de marionetas e as diversas abordagens que elas permitem, com especial relevo para a marioneta portuguesa.
O espólio do museu tem vindo a ser progressivamente alargado e diversificado, ilustrando as diferentes formas teatrais que derivam de tradições antigas ou emergem de procuras artísticas contemporâneas, explorando novas formas, novos materiais e novas técnicas. Tal alargamento só foi possível com a participação de diferentes personalidades, autores, colecionadores e marionetistas que, connosco, abraçaram este projeto, dando o seu inestimável contributo através da cedência dos seus espólios, aos quais o Museu agradece reconhecidamente. 
Numa primeira fase, foi mantido o acento tônico no universo nacional, podendo-nos orgulhar de integrar uma das mais significativas e completas coleções de marionetas tradicionais portuguesas.
Desde finais de 2008, foram abertas as portas ao mundo com o acolhimento, em depósito, da excepcional e vasta coleção de marionetas e máscaras do sudeste asiático e africanas do colecionador Francisco Capelo. 

## Convento das Bernardas
O Museu encontra-se instalado no Convento das Bernardas, classificado como Imóvel de Interesse Público. O convento foi fundado em 1653, por concessão de D. João IV de Portugal, estando já a clausura fechada em 1655.
Por ocasião do grande terramoto de 1755 o edifício é quase completamente destruído, tendo-se iniciado a sua reconstrução em 1758, sob o risco do arquitecto Giacomo Azzolini.
Em 1786 as religiosas voltam ao convento, onde se mantêm até 1834, altura em que é decretada a extinção das Ordens Religiosas e consequente desapropriação dos seus bens.
O antigo Convento é sucessivamente arrendado, sendo adquirido em 1850 por Joaquim Lopes Câmara que aí instala um Colégio. 
Sucedem-se as ocupações, desde Liceu Politécnico, a sala de cinema, de espetáculos, sede de filarmónica, sendo habitacional a sua última função.
Em 1998, estando o imóvel em profunda degradação, é adquirido pela Câmara Municipal de Lisboa que procede à sua recuperação e reabilitação no início de Novembro de 1999 até Julho de 2001.
No antigo Convento foram realojadas 34 famílias, em habitações condignas e desenvolvidas em função dos agregados existentes, e instalados a colectividade de bairro, um restaurante e o referido Museu da Marioneta, apresentando-se como um espaço dinâmico, multi-funcional e dinamizador da vivência de um dos bairros mais característico da cidade.

## História
O Museu foi criado em 1987 pela Companhia de Marionetas de São Lourenço que se dedicava à realização de espetáculos itinerantes pelo país e pelo estrangeiro. 
Criou-se, assim, o primeiro espaço português dedicado à marioneta, desde a extinção do Teatro do Bairro Alto, em 1755, dando continuidade a uma tradição portuguesa de teatro e ópera.
A existência de uma tradição portuguesa de teatro e ópera de marionetas, muito importante na história do teatro europeu, representada pelo repertório histórico das óperas para marionetas de António José da Silva, o Judeu, e pelo repertório popular das inúmeras companhias ambulantes de bonecreiros que ao longo dos séculos percorreram o país, 
A Companhia de S. Lourenço, fundado por José Alberto Gil, músico, e Helena Vaz, marionetista e artista plástica, angariou, fruto da sua atividade, diversos exemplares de marionetas que formaram o núcleo inicial do museu. 
A degradação do imóvel em que se encontrava, a gestão privada do Museu e a falta de apoios ou subsídios institucionais tornou difícil a viabilidade econômica e a manutenção de um projeto que, ao longo de 13 anos, representou Lisboa no circuito internacional da marioneta.
A importância do acervo e o facto de ser o único museu deste tipo em Portugal conduziu à celebração de um acordo entre a proprietária da coleção original e a Câmara Municipal de Lisboa, através da empresa municipal EGEAC, que permitiu a manutenção deste museu e a sua transferência, em 2001,  para um espaço que permite a sua fruição pública nas condições de dignidade que merece. 
Em 2007/2008, o Museu da Marioneta sofreu obras de requalificação e ampliação, ao abrigo de uma candidatura ao POC-Programa Operacional de Cultura, que permitiu a criação de condições adequadas à realização de exposições e espetáculos, a ampliação do circuito expositivo permanente, a instalação da loja num novo espaço, maior e mais adequado ao acolhimento dos visitantes, entre outras beneficiações de carácter mais técnico.

## Doadores
- Francisco Capelo
- Grupo de Teatro d' A Barca
- Chagas Ramos
- Maria Adelaide Pássaro
- Maria Cândida Trindade
- S.A. Marionetas
- Ildeberto Gama
- Delphim Miranda
- Mestre Filipe
- Nuno Bernardo
- Carlos Bonina Moreno
- Maria José Delgado